# Лауїнген
Лауїнген (нім. Lauingen) — місто в Німеччині, знаходиться в землі Баварія. Підпорядковується адміністративному округу Швабія. Входить до складу району Діллінген.
Площа — 44,39 км2. Населення становить 11 068 ос. (станом на 31 грудня 2020).